# Hof-Apotheke Biebrich
Die Hof-Apotheke in Biebrich besteht seit dem 18. Jahrhundert und war die Hofapotheke der Herzöge von Nassau. Neben dieser Apotheke durfte sich auch die Apotheke in Wiesbaden Hofapotheke nennen.

## Geschichte
Eine erste Apotheke in Biebrich soll bereits um 1700 bestanden haben. Für eine angeblich bereits 1715 bestehende Apotheke des Apothekers Buchholz in Biebrich bestehen keine archivarischen Nachweise. 1741 stellte der Apotheker Nutzmann beim Fürsten von Nassau-Usingen den Antrag, eine Apotheke in Biebrich eröffnen zu dürfen. Dieser Antrag wurde im Hinblick auf das Exklusivprivileg der Wiesbadener Apotheke abgelehnt.
Biebrich wurde immer mehr Mittelpunkt der Hofhaltung der Fürsten von Nassau-Usingen. Fürst Karl baute Schloss Biebrich vom Lustschloss zum Residenzschloss um und verlegte 1769 die Residenz vollständig von Usingen nach Biebrich. Dem Fürsten folgte sein Hofstaat und auch der Hofchirurgus und Apotheker Bechstädt, der seinen Sitz in Biebrich nahm. Nach dessen Tod im Jahr 1768 folgte ihm der Kompaniefeldscherer und Hofchirurg Christ, der ebenfalls die Funktion eines Apothekers mitübernahm. Nach dessen Tod am 11. Juli 1772 erbte dessen Witwe (eine Nichte von Bechstädt) die Apotheke. Der Betrieb wurde einem Provisor übertragen. Dieser Provisor war der neue Feldscherer und Hofchirurg Joh. Balthasar Korb, der auch die Witwe Christ heiratete. Nach der Gründung des  Herzogtums Nassau und dem Ende des HRR wurde 1806 das Privileg erneuert.
Am 19. Januar 1810 genehmigte Herzog Friedrich August von Nassau-Usingen die Übertragung der Apotheke an den Sohn von Joh. Balthasar Korb, Gottfried Korb noch zu Lebzeiten des Vaters. Mit dem  Medizinaledikt von 1818 wurde im Herzogtum Nassau das Apothekenwesen systematisiert. In jedem Amt sollte eine Amtsapotheke bestehen. Im Amt Wiesbaden blieben die bestehenden Apotheken in Wiesbaden und Biebrich bestehen, die in Biebrich blieb Hofapotheke.
Als Gottfried Korb am 13. Januar 1823 starb, hinterließ er seine Witwe und mehrere minderjährige Kinder. Als Provisor wurde Franz Jakob Schreiner aus Marktscheinfeld eingestellt. Nachdem dieser nassauischer Untertan geworden war, heiratete er am 28. Oktober 1824 die Witwe Korb. In der Folge stellte Schreiner eine Vielzahl von Anträge an die Regierung des Herzogtums Nassau, selbst ein Privileg zum Betrieb der Apotheke zu erhalten. Im Interesse der Kinder Korbs wurden diese Anträge jedoch immer abgelehnt und Schreiner wurde nie selbst Apotheker.
Schreiner verlegte die Apotheke in sein neu gebautes Haus, in dem sich die Apotheke heute noch befindet (Mainstraße 30). Nun behauptete er gegenüber der Regierung, die Rechte der Kinder Korbs seien erloschen, da von der ursprünglichen Apotheke nichts mehr vorhanden sei. Doch die Vormundschaftsbehörde blieb hart.
Nach dem Tod der Eheleute Schreiner ging die Apotheke in den Besitz der Kinder Korbs über. Diese verkauften die Apotheke an den Apotheker Lautz, in dessen Besitz sich die Apotheke bis mindestens 1866 befand.
1876 bis 1895 war Anton Vigener (1840–1925) Hofapotheker. Anton Vigener wurde als Biologe bekannt und wirkte beim Aufbau der naturkundlichen Sammlungen des Museums Wiesbaden mit. Anton Vigener und seine Frau Anna Cause waren die Eltern von Fritz Vigener (1879–1925), der Historiker und Hochschullehrer wurde.